# ظفر ميرزا
ظفر الله ميرزا (بالأردية: ظفر الله ميرزا) سياسي باكستاني عيّنه رئيس الوزراء عمران خان وزيرًا للصحة في 23 أبريل 2019. وهو مدير تطوير النظام الصحي في المكتب الإقليمي لمنظمة الصحة العالمية لشرق المتوسط. وقبل توليه الوزارة، قاد فريق الصحة العامة والابتكار والملكية الفكرية في مقر منظمة الصحة العالمية في جنيف، سويسرا، لمدة 6 سنوات. كما عمل كمستشار إقليمي للأدوية الأساسية والسياسات الصيدلانية في المكتب الإقليمي لمنظمة الصحة العالمية لمدة 5 سنوات قبل الانتقال إلى المقر الرئيسي لمنظمة الصحة العالمية. وكان المدير التنفيذي المؤسس لمنظمة مجتمع مدني - شبكة حماية المستهلك في باكستان لمدة 12 عامًا قبل انضمامه إلى منظمة الصحة العالمية.

## إصابته بمرض فيروس كورونا 2019
في 6 يوليو 2020، أعلن الوزير ظفر ميرزا إصابته بمرض فيروس كورونا، من خلال تغريدة نشرها على حسابه على موقع (تويتر)، قال فيها «اختبار الإصابة بالفيروس ظهر إيجابيا، وعزلت نفسي في المنزل بناء على توصية الأطباء، وأتخذ الإجراءات اللازمة»